# Magpul FMG-9
Il Magpul FMG-9 è una pistola mitragliatrice pieghevole, progettata da Magpul Industries nel 2008. 
È realizzata in polimero al posto del metallo, per ridurre sia gli ingombri che il peso. Caratteristica principale è che appartiene alla categoria delle cosiddette "armi pieghevoli", in quanto il calcio e la parte posteriore posso essere ripiegate.
Nel 2010 la divisione PTS della Magpul Industries, in collaborazione con KWA Performance Industries, ha presentato l'FPG (Folding Pocket Gun). L'FPG è quasi identico al FMG-9, ma ha un meccanismo di sparo softair e non con polvere da sparo, sparando pallini da 6 mm ed avente un caricatore da 49 colpi.
Nel 2021 la Magpul ha presentato due varianti: FDC-9 (Folding Defensive Carbine) e FDP-9 (Folding Defensive Pistol), due versioni riprogettate e aggiornate dell'FMG-9.